# Leonhard Baumeister
Leonhard Baumeister (25 de outubro de 1904 - 19 de agosto de 1972) foi um político alemão. Ele foi um representante da União Social-Cristã da Baviera e membro do Landtag da Baviera de 1946 a 1954.
O seu nome foi adicionado ao Monumento aos Mártires de Raio-X e Rádio de Todas as Nações em Hamburgo, Alemanha.